# 霧島のぁ
霧島 のぁ（きりしま・のあ、1984年8月25日 - ）は、日本のAV女優、タレント、元ストリッパー。
大阪府出身。身長・165cm 。スリーサイズはB98・W58・H89。Iカップ。

## 略歴
- 2004年秋にインターネットで写真投稿して掲示板で注目を集める。
- 2005年から1年間、ハプニングバーを経営。
- 2006年に入り、下着メーカーからのモデルとして活躍。
- 2007年10月、『超ギリギリモザイク 素人投稿アイドル 霧島のぁ』でSODクリエイトから「単体女優」AVデビュー。
- 2008年1月からはサンテレビのアダルトバラエティ番組『ドM時デスョ!』に、その後『今夜もハッスル』レギュラー出演。

特撮ヒーロー物で悪玉ガシャドクロ役で活躍。
朝日放送今ちゃんの「実は…」でゲスト出演。

## 出演

### テレビ
- ドM時デスョ!（サンテレビ、2008年1月~3月） ※黄金の法則・コーナーに助手としてレギュラー出演
- 今夜もハッスル（サンテレビ、2008年4月~6月）※ゴールド川柳・コーナーにレギュラー出演
- 今ちゃんの「実は…」 朝日放送2008年6月25日ガシャドクロで出演
- 今夜もハッスル（サンテレビ、2008年11月~月）※ノベル・ド・ノクターン・コーナーにレギュラー出演

### ラジオ
- 妄想ポンバシ系（ ラジオ大阪、2007年9月）- ゲスト出演
- 妄想ポンバシ系（ ラジオ大阪、2008年3月）- ゲスト出演

### アダルトビデオ

#### 2007
- 超ギリギリモザイク 素人投稿アイドル 霧島のぁ（2007年10月18日、SODクリエイト）
- 24時間絶対監視！！女体開発クリニックターゲット：あの噂のネットアイドル霧島のぁ （2007年12月6日、SODクリエイト）

#### 2008
- うぶな女子高生に秘技伝授？！ 手コキ指南付き射精課外授業 ～SOD特派員がイク！！～／霧島のぁ （2008年2月21日、SODクリエイト）
- SOD巨乳30人4時間DX（2008年3月6日、SODクリエイト）
- SOD年鑑 2007年第4期 （2008年3月6日、SODクリエイト）
- SOD年鑑 2008年第1期 （2008年6月5日、SODクリエイト）

### 特撮ヒーロー物DVD
- 猫耳戦姫アカネックス ―AKANEX―（猫耳戦姫シリーズ第1巻）悪役ガシャドクロ役で出演（2008年2月22日、株式会社TMC）
- 猫耳戦姫2アカネックス&アオバックル（猫耳戦姫シリーズ第2巻）悪役ガシャドクロ役で出演（2008年4月22日、株式会社TMC）
- きらめき天使アイ＆ミユ　悪役ガシャドクロ役で出演（2008年5月24日）

### ストリップ
- 東洋ショー劇場　2008年8月21日～31日
- 新宿TSミュージック　2008年9月11日～20日
- 東洋ショー劇場にて復帰　2011年7月21日～31日
- 東洋ショー劇場　2011年9月10日～21日

### イベント
- 信長書店日本橋店　サイン会　2008年4月29日（大阪・日本橋）
- ジャングル１Ｆインディペンデントシアター　サイン会　2008年4月29日（大阪・日本橋）
- 日本橋マニアックス　2008年4月19日（大阪・日本橋）
- 日本橋ストリートフェスタ2008　2008年3月20日（大阪・日本橋）
- ISHiMARU EVENT　サイン会　2008年3月2日（東京・秋葉原）
- 日本橋マニアックスZERO　2008年1月13日（大阪・日本橋）
- お茶会フェステバル　2007年9月9日（大阪・難波）

### 雑誌（グラビア等)
- 内外タイムス・08・9月7日掲載
- 週刊実話・08・9月18号掲載
- 小悪魔ageha・08・8月号掲載
- BUBKA・08・8月号掲載
- マガジン・ウォー・ゼット・08・8月号掲載
- ゴッツ・08・6月号掲載
- BUBKA・08・5月号掲載
- 週刊実話・08.5月発売号 掲載
- ナックルズEX・08・4月号掲載
- 週刊プレイボーイ48号・07.11月12日掲載
- エキサイティング・マックス・07.12月号グラビア&DVD
- 週刊アサヒ芸能・07.10月18日特大号グラビア掲載
- SOD出るまで待てない！！ VOL47 10月号
- 日本橋メディア・07.8月27日第5号
- ジゲンEx・07.7月掲載予定
- 週刊アサヒ芸能・07.7月19日特大号掲載
- 漫遊記・ 07.8月号掲載
- GON!FINAL・07.8月号掲載
- 漫遊記・ 07.2月号掲載
- 週刊実話・06.12月14日発売号 掲載
- SMスナイパー・06.4月号掲載